# 石鼻镇
石鼻镇，是中华人民共和国江西省南昌市安义县下辖的一个乡镇级行政单位。

## 行政区划
石鼻镇下辖以下地区：
石鼻社区、石鼻村、邹家村、古楼村、果田村、联合村、对门村、堎上村、京台村、邓家村、向坊村、东庄村、潘家村、赤岗村、燕坊村、赤石村、砀山村和罗田村。

## 中国传统村落
- 2012年12月，罗田村被评为首批“中国传统村落”。
- 2013年8月，安义古村群被评为第二批中国传统村落。